# Corte de papel

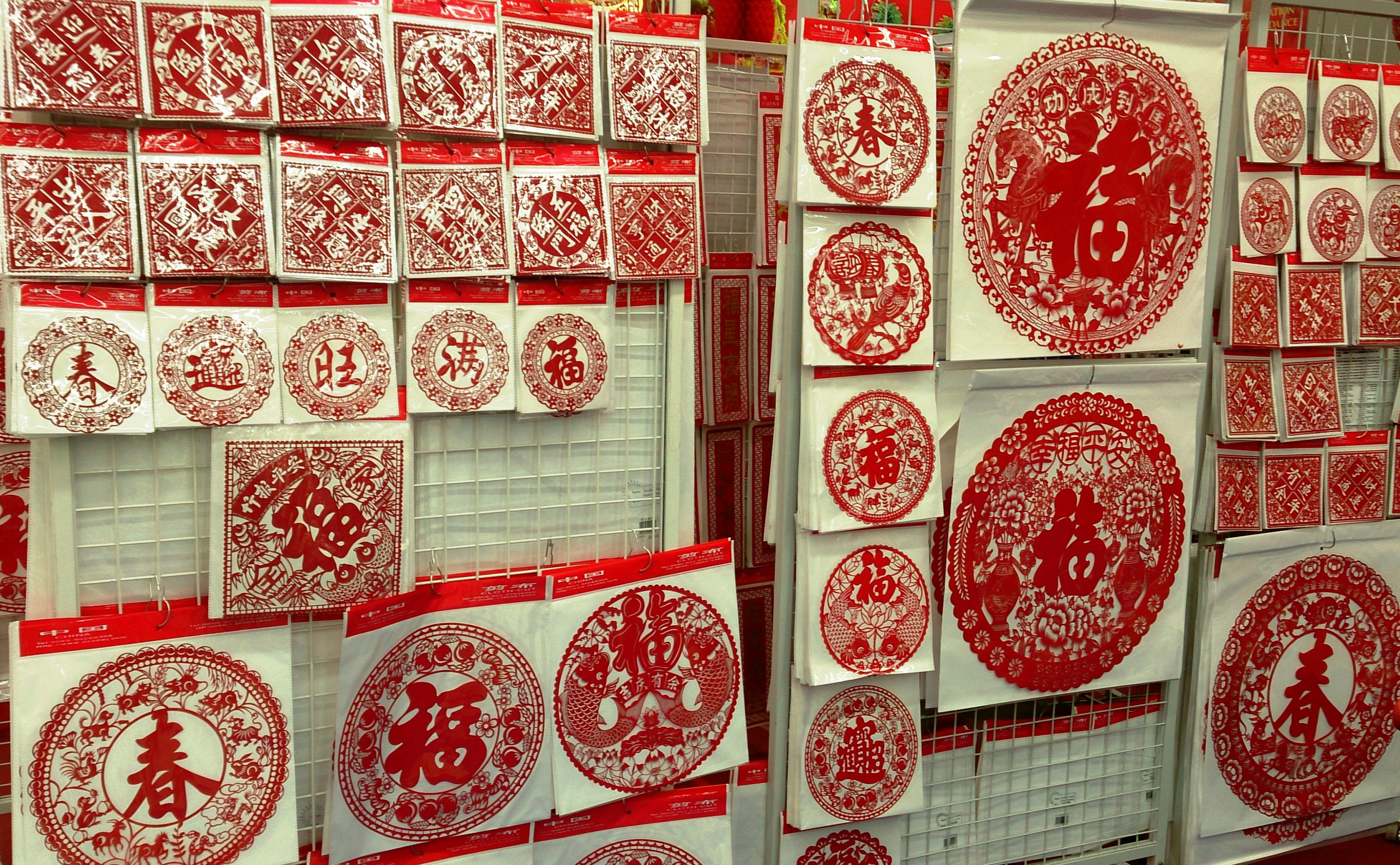
Recortes de papel chino (2014).

El corte de papel es el arte de hacer diseños en papel. Esta arte ha evolucionado alrededor del mundo para adaptarse a distintos estilos culturales. Una distinción tradicional que comparten la mayoría de estilos es que los diseños son cortados de una sola hoja de papel, en vez de múltiples hojas contiguas como es el caso en el collage.

## Historia

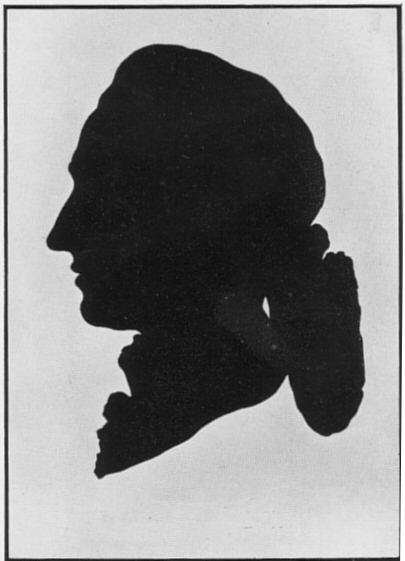
Una silueta de Goethe (1778).

El arte del corte de papel apareció durante la dinastía Han en la antigua China, en el siglo IV d. C.. tras la invención del papel a manos del funcionario Cai Lun en el año 105 d. C. El corte de papel más antiguo que se conserva es un círculo simétrico del período de las Seis Dinastías (siglo VI d. C.) que se encuentra en Sinkiang, China. El corte de papel continuó practicándose durante las dinastías Song y Tang como una forma popular de arte decorativo.
El arte del corte de papel apareció en Asia occidental para los siglos VIII d. C. o IX d. C., y en el siglo XVI d. C. en Turquía. El conocimiento de la fabricación de papel no llegó a Europa sino hasta el siglo XIII d. C., de manera que el arte del corte de papel solo pudo haber llegado después de ello. En Suiza y Alemania, por ejemplo, no fue sino hasta el siglo XVI d. C. que se estableció el arte del corte de papel o scherenschnitte (véase también silueta).

## En China

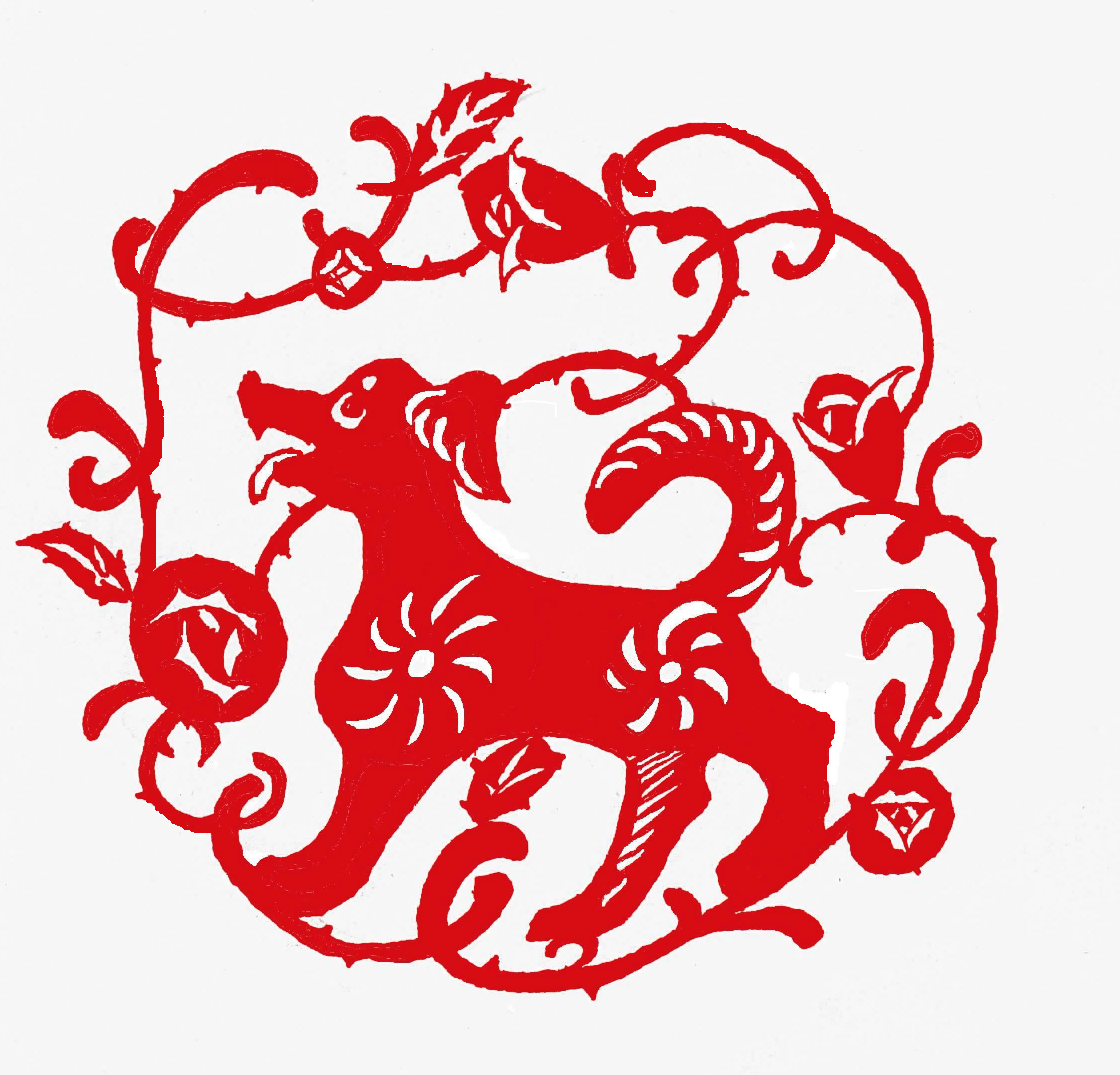
Corte de papel chino, en un estilo que es prácticamente idéntico a la forma original del.

El Jianzhi (剪紙), es un estilo tradicional chino de corte de papel que se originó a partir de patrones de corte para bordados chinos ricos, para luego convirtirse en un arte popular por derecho propio. El jianzhi se ha practicado en China desde al menos el siglo VI d. C. El jianzhi tiene varios usos distintos en la cultura china, casi todos los cuales están relacionados con la salud, la prosperidad o fines decorativos. El rojo es el color más empleado. Los cortes de papel jianzhi tienen con frecuencia un gran énfasis en caracteres chinos que simbolizan los animales del zodiaco chino. Este arte está incluido en las Listas del Patrimonio Cultural Inmaterial de la Humanidad de la Unesco, que fue creada en 2009. El corte de papel chino fue reconocido y catalogado gracias a su historia de más de 1500 años y a que representa los valores culturales de las personas en toda China. La película china Songs of War se hizo con un estilo particular de animación en la aplicación Blender.
El corte de papel moderno se ha desarrollado en una industria comercial. El arte sigue siendo popular en la China contemporánea, en particular durante eventos especiales como el Año Nuevo chino o bodas.

## En Japón
El arte del corte de papel japonés recibe el nombre de kirie o kirigami (literalmente, «papel cortado»). Se cree que se desarrolló después del año 610 d. C., cuando el monje budista coreano Doncho llevó a Japón el papel tesuki washi, inventado en la China. Los japoneses comercializaron la fabricación manual de papel y para el año 800 d. C. sus habilidades eran ya bien conocidas. La abundancia de papel washi japonés hizo que el arte del corte de papel y artes derivados como el kamikiri (espectáculos de corte de papel frente a una audiencia, en Edo Japón) se desarrollaran a un ritmo muy rápido.
El papel washi que se usa de manera más predominante en todo el mundo en la actualidad para el arte del corte de papel, encuadernar libros, cintas o muchos otros usos no es el tesuki washi, sino de hecho el sekishu washi japonés, un papel que fue desarrollado cerca del año 800 d. C. en la región de Sekishu (el actual distrito de Iwami en Japón) y designado Patrimonio Cultural Inmaterial de la Humanidad por la UNESCO en 2009. El arte del corte de papel continúa hasta la actualidad en Japón en formas contemporáneas como arte enmarcado, instalaciones o esculturas de corte de papel.

## En Indonesia
El arte tradicional indonesio ha sido influenciado por artesanos chinos tradicionales. El arte batik es un arte tradicional indonesio en el que se imprimen patrones en tela o papel (a menudo usando cera derretida). Cuando se realiza en papel, estos patrones pueden hacerse con cortes. Los batik se enmarcan de perfil para así resaltar sus intrincados detalles. 

## En las Filipinas
El arte del corte de papel aparece en varios tipos de artesanías filipinas. Durante la Navidad filipina, los paroles (faroles tradicional en forma de estrella) se adornan con papel de colores cortado en varias formas, tales como diseños florales en las caras, pompones o «colas» en las puntas de la estrella.
Asimismo, existe el arte del pabalát (envoltura), en el que papel de colores se corta meticulosamente con tijeritas pequeñas y se utiliza para envolver pastillas de leche (caramelos de leche de carabao) u otros dulces tradicionales. El arte corte de papel también se emplea en la creación de banderitas (banderines) que suelen ocupar un lugar destacado en la decoración de las fiestas y festivales, banderitas que pueden consistir en cuadrados o triángulos de papel con diseños elaborados o de corte sencillo y que se cuelgan en las calles.

## En la tradición judía

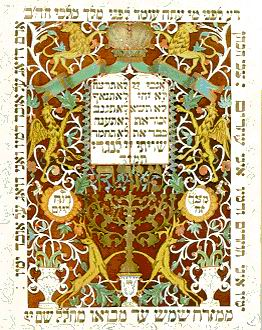
Corte de papel de una mizrah, Europa Oriental,

El arte del corte de papel ha sido una forma de arte judía común desde la Edad Media, vinculado con una variedad de costumbres y ceremonias, y asociado con las festividades y la vida familiar. Los cortes de papel decoraban con frecuencia ketubot (contratos de matrimonio), mizrahs (o mizrachs, paredes de las sinagogas que están en dirección al oriente) y ornamentos en ocasiones festivas. Una historia cuenta que el rabino Shem-Tov ben Yitzhak ben Ardutiel, notando que su tinta se había congelado, continuó escribiendo su manuscrito recortando las letras en el papel. Para alrededor del siglo XVII, el arte corte de papel se había convertido en una forma popular usada en pequeños artefactos religiosos tales como mizrachs o decoraciones del shavuot. En el siglo XX, el arte judío del corte de papel revivió en Israel, y se usa actualmente de manera más común para decorar mizrachs y ketubot.

## En México
El papel picado es el arte mexicano de corte de papel. Papel de seda es recortado en diseños intrincados con tijeras o pequeños y afilados cinceles llamados escuadras; esta técnica se emplea con frecuencia para producir pancartas decorativas.

## En las culturas eslavas
La versión eslava del arte de cortar papel, popular en países como Bielorrusia, Polonia o Ucrania, recibe el nombre de Wycinanki en Polonia, Vytynanky (Витина́нки) en Ucrania o Vycinanki (Выцінанкі) en Bielorrusia. Motivos frecuentes son gallos, flores o motivos festivos son el tema de estas obras de arte brillantes y de múltiples capas.

## En Suecia
En hogares suecos y sueco-estadounidenses se usan flores de papel cortado y manipulado, envolturas de dulces hechas de papel con flecos y candelabros decorados (llamados ljuskrona) que son cubiertos con papel cortado, típicamente en Navidad.

## En Suiza
En regiones suizas como Pays-d'Enhaut existe una tradición suiza de corte de papel.

## Artes relacionadas
El decoupage o découpage  es el arte de decorar objetos pegando sobre ellos recortes de papel de colores en combinación con efectos especiales de pintura, pan de oro y otros elementos decorativos.
La silueta puede referirse al arte de cortar contornos o retratos en papel oscuro. 
Los artistas del corte de papel en la actualidad suelen seguir uno o más de los estilos «tradicionales» mencionados anteriormente, mientras que otros han empezado a expandir el arte a estilos, motivos y diseños nuevos. El corte de papel contemporáneo también se asocia a veces con el arte del estarcido (uso de plantillas), derivado de técnicas empleadas en el arte del grafiti. El uso de plantillas cortadas a mano en el arte del grafiti ha recibido atención internacional en los últimos años gracias en parte a la obra del artista Banksy .

## Artistas de corte de papel
- Joanna Koerten (1650-1715), siluetista neerlandesa
- Adele Schopenhauer (1797-1849), escritora, artista alemana y hermana del filósofo Arthur Schopenhauer
- Hans Christian Andersen (1805-1875), narrador, autor y artista de corte de papel danés
- Henri Matisse (1869-1954), pintor francés, que exploró la ilustración con recortes de papel y el decoupage.
- Jan Pieńkowski (1936-2022) ilustrador, escritor y diseñador polaco de libros infantiles que usan siluetas.
- Lotte Reiniger (1899-1981), cineasta de animación con siluetas alemana
- Jeanette Kuvin Oren (nacida en 1961), artista estadounidense de corte de papel
- Kara Walker (nacida en 1969), artista afroamericana contemporánea
- Lane Twitchell (nacido en 1967), paisajista estadounidense contemporáneo
- Nahoko Kojima (nacida en 1981), artista japonés contemporáneo, que crea recortes escultóricos colgantes de papel
- Nikki McClure, artista estadounidense de corte de papel
- William Schaff (nacido en 1973), artista estadounidense de corte de papel; su trabajo aparece en la portada del disco "I am Very Far" de Okkervil River.
- Rob Ryan, artista británico de corte de papel y serigrafía
- Barbara Earl Thomas (n. 1948), artista visual, escritora y administradora de artes estadounidense con sede en Seattle.
- Tusif Ahmad, artista de corte de papel islámico australiano